# Arroyo del Talar (Río Negro)
Der Arroyo del Talar ist ein Fluss in Uruguay.
Er entspringt in der Cuchilla de Haedo auf dem Gebiet des Departamento Río Negro etwa auf halber Strecke zwischen den Städten Nuevo Berlín und Fray Bentos nahe der dort verlaufenden Ruta 24. Von dort fließt er in östliche Richtung. Er mündet rechtsseitig nördlich von Isla Sauzal in den Río Negro.